# Senza niente addosso
Senza niente addosso è il primo album discografico del gruppo musicale italiano Eva Mon Amour, pubblicato nel 2009.

## Tracce
1. See You Soon
2. Indi (album version)
3. Indi
4. In mezzo al petto
5. Sbircia pure
6. E diventano anni
7. Bene o male
8. Non so come si fa
9. Sempre più spesso
10. Senza niente addosso (Eva)
11. Per un po' di niente
12. Si corre